# Carmen Lamela
Carmen Lamela Díaz (1961) es una jueza española, magistrada en la Sala Segunda del Tribunal Supremo y está especializada en Derecho penal. Asimismo, desde 2025 es vocal de la Junta Electoral Central.

## Biografía

### Inicios
Licenciada en Derecho por la Universidad Pontificia Comillas (ICADE) en 1984, ingresó en la Judicatura en 1986 y empezó a trabajar en el Juzgado de Primera instancia de Orihuela. En 1987, fue trasladada al Juzgado de Primera instancia e instrucción de Manzanares. Uno de sus primeros casos fue el de la muerte de Mikel Lopetegui. Entre 1989 y 1990 estuvo en el Juzgado de Primera Instancia e Instrucción número 3 de Badalona. En 1990 fue nombrada magistrada de la Audiencia Provincial de Barcelona. En 1993, se trasladó a Madrid, para trabajar ya como magistrada del Juzgado de Instrucción n.º 25. Cuatro años después, en 1997 pasó a la sección 16 y posteriormente a la 17 de lo Penal de la Audiencia Provincial de Madrid. Entre 2009 y 2011 formó parte del equipo de Iñaki Sánchez Guiu, cuando este fue secretario general de la Administración de Justicia bajo el mandato del ministro Francisco Caamaño. Desde este puesto, participó en la elaboración de la Ley 18/2011 del 5 de julio, reguladora del uso de las tecnologías de la información y comunicación en la administración de justicia, y en la ley 37/2011, del 10 de octubre, de medidas de agilización procesal. 

### Audiencia Nacional
En 2010 fue una de las candidatas a incorporarse a la Audiencia Nacional, cuando formó parte de una terna de magistrados propuestos por la Sala de Gobierno de la Audiencia Nacional (Pablo Ruz, Carmen Lamela y Carmen Rodríguez-Medel) en la Comisión permanente del Consejo General del Poder Judicial, para ocupar el Juzgado de Instrucción n.º 5, tras la suspensión cautelar de Baltasar Garzón.
En 2014, se incorporó a la Audiencia Nacional, primero en comisión de servicios en la Sala de lo Penal y desde noviembre de 2015 en el Juzgado Central de Instrucción n.º 3, en sustitución de Juan Pablo González. El 28 de septiembre Lamela adquirió la titularidad del juzgado al renunciar Javier Gómez Bermúdez, que pasó a ejercer la abogacía.
Ha gestionado varios casos polémicos, como el caso Abengoa, la operación Rimet —sobre el presunto blanqueo de capitales de Sandro Rosell— o el caso Bancaja.

#### Caso Gürtel
El 30 de octubre de 2015, se aceptó la recusación de los magistrados de la Audiencia Nacional Concepción Espejel y Enrique López como miembros del tribunal que debería juzgar el caso Gürtel, por su cercanía al Partido Popular. En el caso de la recusación de Concepción Espejel, los magistrados que votaron en contra fueron Juan Francisco Martel, Fernando Grande-Marlaska, Ángeles Barreiro, Fermín Echarri, Alfonso Guevara, Ángel Hurtado, Carmen Lamela y Nicolás Poveda. Votaron a favor de la recusación de Espejel los magistrados Clara Bayarri (ponente), Antonio Díaz Delgado, Julio de Diego, Manuela Fernández Prado, Carmen Paloma González, Javier Martínez Lázaro, Ángela Murillo, Teresa Palacios, José Ricardo de Prada y Ramón Sáez Valcárcel. En el caso de la recusación de Enrique López, votaron en contra Juan Francisco Martel, Fermín Echarri, Ángel Hurtado y Nicolás Poveda. Votaron a favor de la recusación de López los magistrados Carmen Lamela, Clara Bayarri, Antonio Díaz Delgado, Julio de Diego, Manuela Fernández Prado, Carmen Paloma González, Javier Martínez Lázaro, Ángela Murillo, Teresa Palacios, José Ricardo de Prada, Ramón Sáez (ponente), Fernando Grande-Marlaska, Ángeles Barreiro y Alfonso Guevara.

#### Caso de Juan Manuel B. (Nahuel)
En noviembre de 2015, Juan Manuel B. es detenido junto a otros cinco miembros de Straight Edge, un grupo anarquista, vegano y libre de drogas, acusados de varios cargos de terrorismo a raíz de un tuit que ponía "Goku vive, la lucha sigue". La juez Carmen Lamela, a su llegada a la Audiencia Nacional, heredó el caso del anterior magistrado Juan Pablo González González el cual había decretado orden de prisión preventiva para Juan Manuel B. Tras cumplir un año y cuatro meses de prisión preventiva, tras la llegada de Carmen Lamela, fue absuelto de todos los cargos tras no encontrarse pruebas de las acusaciones.

#### Caso bar de Alsasua
Por una agresión a dos guardias civiles y sus parejas el 15 de octubre de 2016 en un bar de Alsasua, nueve jóvenes entre 19 y 24 años fueron ingresados en prisión sin fianza. La juez Lamela inscribió la agresión dentro del ambiente del movimiento Alde Hemendik (fuera de aquí), que se opone a la presencia de la Policía Nacional y la Guardia Civil en Navarra y País Vasco, representado en Alsasua por Ospa Mugimendua, al que pertenecen dos de los nueve encausados: Jokin Unamuno, Adur Ramírez d'Alda, Aratz Urrizola, Julen Goicoechea, Jon Ander Cob, Iñaki Abad, Ohian Arnanz, Ainara Urquijo y Aritz Urdargarin. Se enfrentarán a penas de entre 12 y 60 años de cárcel, por estar acusados por Covite de un delito de lesiones terroristas.

#### Caso La Insurgencia
El 19 de octubre de 2016, trece jóvenes cantantes de rap del colectivo La Insurgencia fueron citados a declarar ante Lamela en calidad de investigados, acusados por la comisaría general de información del Cuerpo Nacional de Policía (CNP) de enaltecimeinto del terrorismo, incitación al odio, delito contra las instituciones del Estado, injurias a la corona y asociación ilícita. 
La jueza Lamela archivó el caso descartando que hubiera existido un delito de exaltación del terrorismo. "[...]hay que asumir que en una sociedad plural, como la que vivimos, siempre hay grupos radicales minoritarios; y es precisamente a esos grupos a los que van dirigidos este tipo de contenidos [...] En definitiva entiendo que las manifestaciones vertidas por los investigados en las redes sociales no encajan en lo que constituye una apología del terrorismo, ni provocan el discurso del odio. [...] Por lo demás, el ordenamiento jurídico ofrece otro tipo de medidas para sancionar este tipo de situaciones."

La Sección 3ª de la Sala de lo penal de la Audiencia Nacional revocó la decisión y ordenó seguir el procedimiento. Finalmente, uno de los jóvenes era menor y la Fiscalía acusó a los otros doce del delito único de enaltecimiento del terrorismo y pidió dos años y un día de prisión, 4800 euros de multa y 9 años de inhabilitación absoluta por haber difundido canciones a través del canal de YouTube y de la página de Facebook. El 4 de diciembre de 2017, fueron condenados por la Sala de lo Penal de la Audiencia Nacional a la pena solicitada por el fiscal José Perals. Votaron a favor de la condena las juezas Teresa Palacios y Carmen Paloma González Pastor, con el voto en contra de Ángela Murillo, que creía que solo tenían afán de notoriedad.

#### Operación Tándem
Iniciada el 25 de abril de 2017, cuando la Fiscalía Especial contra la Corrupción y la Criminalidad Organizada recibió una denuncia anónima sobre las actividades ilegales de los comisarios José Villarejo y Carlos Salamanca. En la denuncia se decía que estos comisarios habían elaborado un informe encargado por un alto cargo de Guinea Ecuatorial para desacreditar a Gabriel Mbega Obiang Lima, hijo del presidente Obiang. El 5 de noviembre Lamela envió a prisión provisional a los comisarios José Villarejo y Carlos Salamanca y al abogado Rafael Redondo, acusados de organización criminal, cohecho y blanqueo de capitales.

#### Caso del proceso soberanista
El 27 de septiembre de 2017 aceptó investigar la querella de la Fiscalía por los hechos ocurridos en Barcelona los días 19 y 20 de septiembre mientras se desarollaban los registros y arrestos ordenados por Juan Antonio Ramírez Sunyer, titular del Juzgado de Instrucción número 13 de Barcelona, dentro de la operación Anubis. La querella acusaba de un posible delito de sedición, castigado con hasta 15 años de prisión.
El 17 de octubre pasó a la historia por ser la primera jueza española en enviar a prisión preventiva por un cargo de sedición a Jordi Cuixart, presidente de Òmnium Cultural, y Jordi Sànchez presidente de la Asamblea Nacional Catalana. Amnistía Internacional emitió un comunicado contra los cargos de sedición y contra la prisión provisional por "constituir restricciones excesivas de su derecho a la libertad de expresión y de reunión pacífica". La Fiscalía pedía también prisión preventiva para Josep Lluís Trapero -mayor de los Mozos de Escuadra- y para Teresa Laplana -intendente del mismo cuerpo-, pero Lamela los dejó en libertad sin fianza, ya que la acusación se circunscribía a lo acontecido los días 20 y 21 de septiembre.
El 31 de octubre, se conoció que la Fiscalía quería que la querella presentada contra el depuesto presidente de la Generalidad de Cataluña Carles Puigdemont y trece de los consellers de su gobierno —por rebelión, sedición y malversación— fuera admitida también por esta juez. Ese mismo día, se conoció que Carmen Lamela la había admitido.
El 2 de noviembre decretó prisión provisional sin fianza por los delitos de rebelión, sedición y malversación para el exvicepresidente de la Generalidad de Cataluña Oriol Junqueras y los consejeros del depuesto gobierno de Cataluña que acudieron a la citación: Raül Romeva (de Exteriores), Dolors Bassa (de Trabajo), Carles Mundó (de Justicia), Jordi Turull (de Presidencia), Josep Rull (de Territorio), Meritxell Borràs (de Gobernación) y Joaquim Forn (de Interior). Decretó prisión provisional con fianza por los mismos delitos para el exconsejero Santi Vila (de Empresa) que, tras pagar al día siguiente la fianza, salió de prisión. El 3 de noviembre dictó orden europea de detención y entrega (euroorden) para Carles Puigdemont y los consejeros de su gobierno que no habían acudido a la citación judicial: Antoni Comín (de Salud), Lluís Puig (de Cultura), Meritxell Serret (de Agricultura) y Clara Ponsatí (de Educación). En la euroorden, Lamela marcó la casilla con el delito de corrupción, que da lugar a una entrega inmediata pero que no estaba entre las acusaciones de la Fiscalía —rebelión, sedición y malversación—. Voluntariamente, los cinco encausados se presentaron ante la justicia belga que, tras escuchar su declaración, no realizó la entrega inmediata: los dejó en libertad sin posibilidad de salir de Bélgica hasta que se resuelva la euroorden.
El 3 de noviembre, la asociación Jueces para la Democracia manifestó su preocupación por la interpretación extensiva del derecho penal y limitativa de la libertad personal. Simultáneamente, se inició una recogida de firmas en la plataforma change.org para pedir la inhabilitación ante el Consejo General del Poder Judicial y el Tribunal Supremo porque "la prisión es un recurso último, es excepcional y ha de ser utilizada mínimamente", "pero para la jueza Lamela privar de libertad parece ser la regla". La petición tenía más de 160.000 firmas en menos de 48 horas.
Paralelamente, se seguía una instrucción contra los miembros aforados del Parlamento de Cataluña, llevada por el juez Pablo Llarena Conde en el Tribunal Supremo. El 24 de noviembre, Llarena dictó un auto por el cual —tras solicitar informe a Lamela— acumulaba a la causa contra los miembros aforados de la Mesa del Parlamento de Cataluña, la de los miembros no aforados del destituido Gobierno catalán y la de Jordi Cuixart y Jordi Sánchez que instruía Lamela. 
El 5 de diciembre el Tribunal Supremo retiró la orden europea de detención y entrega dictada por Lamela el 3 de noviembre contra Carles Puigdemont y los cuatro consejeros de su gobierno que no habían acudido a la citación judicial por encontrarse en Bélgica: Antoni Comín (de Salud), Lluís Puig (de Cultura), Meritxell Serret (de Agricultura) y Clara Ponsatí (de Educación), así como las órdenes de detención internacional dictadas contra ellos.
Así pues, en la causa que instuía Lamela por sedición quedaba restringida al ya destituido mayor de los Mozos de Escuadra Josep Lluís Trapero y su intendente Teresa Laplana. Citó a declarar para el 14 de febrero de 2018 al coronel de la Guardia Civil Diego Pérez de los Cobos, como máximo responsable para impedir el referéndum del 1-O, nombrado por el Ministerio del Interior al asumir las competencias. El 4 de abril de 2018 Lamela procesaba a Josep Lluis Trapero Álvarez, exmajor de los Mozos de Escuadra, por dos delitos de sedición y uno de organización criminal, a Doña Teresa Laplana Cocero intendente de los Mozos de Escuadra la procesaba por un delito de sedición, y a Don César Puig i Casañas y a Don Pere Soler Campins los procesaba por un delito de sedición y otro de organización criminal. Este procesamiento se les comunicó oficialmente el 16 de abril de 2018.

### Tribunal Supremo
En julio de 2018 fue nombrada juez de la Sala Segunda del Tribunal Supremo por el Consejo General del Poder Judicial.
Desde febrero de 2025, es vocal de la Junta Electoral Central.

## Vida personal
Es hermana de María Luisa Lamela Díaz,  que fue de 2016 a junio de 2018 Interventora General de la Administración del Estado. Está casada con Agustín Gómez Salcedo, juez de la sección civil de la Audiencia Provincial de Madrid. Tienen dos hijos: Fernando, licenciado en Derecho y Economía, y Agustín, ingeniero informático y en organización industrial.

## Premios y reconocimientos
- 15 de octubre de 2016: Cruz de Plata de la Orden del Mérito de la Guardia Civil.[45]
- Septiembre de 2017: Medalla al Mérito Policial, otorgada por el ministro del Interior Juan Ignacio Zoido.
- [45]